# Милошев конак у Горњој Црнући
Милошев конак у Горњој Црнући, насељеном месту на територији општине Горњи Милановац,  представља непокретно културно добро као и споменик културе од изузетног значаја. Реч је о чувеном конаку који је кнез Милош Обреновић подигао на имању свога очуха Радована Маринковића. Ова грађевина је од велике важности и због тога што је у њој донета одлука о подизању Другог српског устанка. Милошев конак је један од објеката којим руководи горњомилановачки Музеј рудничко-таковског краја.

## Досељење у Горњу Црнућу
Након неуспеха Првог српског устанка 1813. године, кнез Милош је одлучио да остане у земљи. Прецизније речено, повукао се из села Бруснице. У потрази за сигурним домом, своју породицу прво је одвео у манастир Никоље код кума игумана Хаџи-Атанасија. После неуспешног покушаја да придобије Ужице, кнез Милош се са породицом из манастира упутио у пећину поред села Шарани у Такову где је провео јесен и почетак зиме 1813. године. Затим су се преселили у кућу Ђорђа Љубичића испод Каблара. Током пролећа следеће године Обреновићи су на кратко живели у Шаранима и тамо се у марта месеца родила Јелисавета – Савка, четврто дете у породици. Били су се сместили у дом Ђорђа Матковића (на основу појединих извора није потпуно сигурно да ли је реч о Ђорђу – неки хроничари тврде да је можда реч о Сретену или Марку). Страх, напетост и несигурност били су разлози због којих је Милош породицу повео на југоисток Рудника, тачније у село Горња Црнућа.

## Избијање Другог српског устанка
Из овог конака кнез Милош је на Цвети 1815. године изашао у војводском оделу и са српским барјаком окупљеном народу изговорио чувене речи: „Ево мене, а ето вам рата с Турцима”. По ослобођењу конак је неколико година служио као двор и административни центар слободне Србије, али и даље су у извесном периоду конаком и кнежевим имањем управљали дворски кнежеви који су били из овог места.
Поред тога, једна од најзначајнијих устаничких скупштина заседала је управо у Горњој Црнући 19. децембра 1815. године и изабрала Милоша Обреновића за „врховног кнеза и правитеља народа српског”, поставила нахијске кнезове, чланове Народне канцеларије и донела први буџет Србије.
Горња Црнућа се може сматрати првом али привременом престоницом Србије. Кнез Милош је ту живео са својом породицом од 1814. до 1818. године, све док место престонице није заузео Крагујевац.
Задужбина великог челника Радича Поступовића, средњовековни манастир Враћевшница који је током устанака имао значајну духовну и политичку улогу, налази се у близини Горње Црнуће.

## Опис
Милошев конак типична је брвнара „осаћанка” подигнута на стрмом пределу. Није познато ко је био градитељ. Реч је о дводелној брвнари која се састоји од „куће” тј. огњишта, собе са зиданом пећи, подрума испод собе и доксатом уз њу. У дворишту поред куће налазили су се и помоћни објекти: вајат, чардак, пушница и амбар.
Четвороводни стрми кров био је од дрвета, са високим димњаком и великом стрехом, покривен дрвеним дашчицама – шиндром.

## Стална поставка
Унутар конака налази се стална поставка под називом „Српска кућа у првој половини XIX века”. Ту реконструкцију покућства сачињавају експонати из периода Другог српског устанка – аутентични предмети коришћени у то време, копије докумената, фотографске репродукције, дела примењене уметности и сл.

## Галерија
- Милошев конак 1860-их. Нацртао Феликс Каниц.
- Теферич (излет) код Милошевог конака 1910. године.
- Изглед Милошевог конака 2009. године пре обнове.
- Изглед Милошевог конака 2019. године.